# Спам-фильтр
Спа́м-фи́льтр — программа, призванная защитить пользователя от спама. Используется для фильтрации входящей электронной почты или размещаемых где-либо (например, в Википедии) ссылок. Зачастую оперирует заранее настроенным спам-листом, куда уже внесены нежелательные адресаты или адреса сайтов. Может действовать и более широким фронтом - например, запрещать любые ссылки на бесплатные хостинги или размещение любых ссылок в принципе.

## Обход спам-фильтра
Существует изрядное количество способов обхода спам-фильтра. Спамеры для этой цели регистрируют новые почтовые ящики/правдоподобные аккаунты, а пользователи ресурсов ставят в текст ссылки пробелы или заменяют одни символы на другие.